# أبيس (مترو باريس)
أبيس (بالفرنسية: Abbesses)‏ هي محطة مترو تابعة لمترو باريس تقع في فرنسا في الدائرة الثامنة عشرة في باريس.[بحاجة لمصدر] و تقع على مترو الخط 12 لمترو باريس.